# Konvencionalno podvozje zrakoplova
Konvencionalno podvozje je podvozje zrakoplova koji se sastoji od dva glavna kotača ispred centra težišta i malim kotačem ili skijom na krajnjem donjem dijelu trupa.  
Ispočetka se na zadnji donji repni dio ugrađivala drvena ili metalna skija ("drljača"), kao potpora repu na terenu. Na većini modernih zrakoplova na krajnjem zadnjem donjem dijelu trupa ugrađuje se zglobni kotač. Kotač može biti i upravljiv od strane pilota paralelno s kormilom pravca. 

## Prednosti
Konfiguracija s repnim kotačem ima nekoliko prednosti nad Tricikl podvozjem.
Zbog svoje manje veličine repni kotač ima manji štetni otpor od nosne noge s kotačem dopuštajući zrakoplovu veću brzinu s istom snagom, jeftiniji je i jednostavniji za održavanje. Ako dođe do loma prilikom slijetanja, šteta na samom zrakoplovu bit će minimalna. U slučaju loma nosne noge gotovo redovno dolazi i do oštećenja propelera. Zrakoplovom s nosnim kotačem lakše se manipulira na zemlji a radi nižeg zadnjeg dijela lakše ga je smjestiti u hangar.
Zbog povećanog slobodnog prostora oko propelera dolazit će do manjih šteta od kamenčića na lošim uzletno-sletnim stazama. Radi ravnomjernijeg opterećenja zrakoplova s repnim kotačem koja djeluju na neobrađenim stazama ovaj tip se može znatno duže koristiti bez zamora i oštećenja na njegovoj konstrukciji. 
Ovi zrakoplovi su također prikladniji za korištenje skija umjesto kotača.

## Nedostaci
Jedan od glavnih mana zrakoplova s nosnim kotačem je podložnost prevrtanju kao posljedica naglog kočenja od strane pilota ili pri nailasku kotača na neku prepreku ili rupu u zemlji. Kada se kod ovih zrakoplova izgubi smjer kretanja po terenu može se desiti da repni kotač "pretekne" nosni dio, ne rijetko zatvarajući tako cijeli krug. Zbog okretanja zrakoplova može doći do oštećenja podvozja, guma, vrhova krila i propelera. 
Jedan od većih nedostataka je i slabija vidljivost prema naprijed tijekom vožnje po terenu. U nekim slučajevima to zahtijeva vožnju u obliku slova  "S" kako bi pilot mogao vidjeti gdje taksira.  Taksiranje je otežano i za vrijeme velikih udara vjetra s obzirom na veći napadni kut krila. 
Zrakoplovi s repnim kotačem zahtijevaju više vremena za trening pilota kako bi oni mogli prevladati sve zamke ovih aviona. To je bio i jedan od velikih razloga što su se mnoge pilotske škole u 1950-im odlučile za avione s tricikl podvozjem. Budući da je broj tvornica za izradu zrakoplova generalne avijacije s repnim kotačem prilično niska, broj instruktora s iskustvom u ovoj vrsti zrakoplova je također ograničen. Već niz godina zrakoplovi s tricikl podvozjem su više popularni i kao rezultat toga većina pilota naučiti na njima i letjeti.

## Tehnike slijetanja
Slijetanje zrakoplova s konvencionalnim podvozjem se može ostvariti na dva načina. 
Normalno slijetanje obavlja se dodirivanjem tla sa sva tri kotača u isto vrijeme. Ova metoda dopušta najkraću udaljenost za slijetanje ali se može teško provesti u uvjetima bočnog vjetra. 
Alternativa je slijetanje prvo na kotače glavnog podvozja držeći repni kotač pomoću kormila visine u zraku zadržavajući tako vrlo niski napadni kut krila. Nakon što je zrakoplov usporio na brzinu koja može osigurati kontrolu a još uvijek dovoljno veliku za kontrolu s kormilom pravca, na zemlju se spušta repni kotač.  

## Primjeri konvencionalnih aviona
- Cessna 140
- Air Tractor AT-802
- Piper PA-18
- Antonov An-2